# Општина Тултепек (Мексико)
Тултепек (шп. Tultepec) општина је у Мексику у савезној држави Мексико. Општина се налази на надморској висини од 2256 м.

## Становништво
Према подацима из 2010. у општини је живело 131567 становника.

### Хронологија
| Година       | 2000                  | 2005                   | 2010                   |
| ------------ | --------------------- | ---------------------- | ---------------------- |
| Становништво | 93277 (45913 / 47364) | 110145 (54057 / 56088) | 131567 (64287 / 67280) |

### Попис
| \| \| м \| \| \| ж \| \| 0—2 \| 3.669 \| \| \| 3.684 \| \| 3—5 \| 4.119 \| \| \| 3.990 \| \| 6—11 \| 8.057 \| \| \| 7.812 \| \| 12—14 \| 3.620 \| \| \| 3.624 \| \| 15—17 \| 3.914 \| \| \| 3.863 \| \| 18—24 \| 8.255 \| \| \| 8.595 \| \| 60+ \| 3.155 \| \| \| 3.680 \| \| Просек : \| 28,0 \| \| \| 28,9 \| |       |  |  |       |
| |       |  |  |       |
| | м     |  |  | ж     |
| 0—2 | 3.669 |  |  | 3.684 |
| 3—5 | 4.119 |  |  | 3.990 |
| 6—11 | 8.057 |  |  | 7.812 |
| 12—14 | 3.620 |  |  | 3.624 |
| 15—17 | 3.914 |  |  | 3.863 |
| 18—24 | 8.255 |  |  | 8.595 |
| 60+ | 3.155 |  |  | 3.680 |
| Просек : | 28,0  |  |  | 28,9  |

| #   | Индикатор                                                                                        | Вредност |
| --- | ------------------------------------------------------------------------------------------------ | -------- |
| 1   | Становништво од 0 до 2 године                                                                    | 7353     |
| 2   | Мушко становништво од 0 до 2 године                                                              | 3669     |
| 3   | Женско становништво од 0 до 2 године                                                             | 3684     |
| 4   | Становништво са 3 и више година                                                                  | 123382   |
| 5   | Мушко становништво са 3 и више година                                                            | 60199    |
| 6   | Женско становништво са 3 и више година                                                           | 63183    |
| 7   | Становништво са 5 и више година                                                                  | 117960   |
| 8   | Мушко становништво са 5 и више година                                                            | 57431    |
| 9   | Женско становништво са 5 и више година                                                           | 60529    |
| 10  | Становништво са 12 и више година                                                                 | 99404    |
| 11  | Мушко становништво са 12 и више година                                                           | 48023    |
| 12  | Женско становништво са 12 и више година                                                          | 51381    |
| 13  | Становништво са 15 и више година                                                                 | 92160    |
| 14  | Мушко становништво са 15 и више година                                                           | 44403    |
| 15  | Женско становништво са 15 и више година                                                          | 47757    |
| 16  | Становништво са 18 и више година                                                                 | 84383    |
| 17  | Мушко становништво са 18 и више година                                                           | 40489    |
| 18  | Женско становништво са 18 и више година                                                          | 43894    |
| 19  | Становништво од 3 до 5 година                                                                    | 8109     |
| 20  | Мушко становништво од 3 до 5 година                                                              | 4119     |
| 21  | Женско становништво од 3 до 5 година                                                             | 3990     |
| 22  | Становништво од 6 до 11 година                                                                   | 15869    |
| 23  | Мушко становништво од 6 до 11 година                                                             | 8057     |
| 24  | Женско становништво од 6 до 11 година                                                            | 7812     |
| 25  | Становништво од 8 до 14 година                                                                   | 17882    |
| 26  | Мушко становништво од 8 до 14 година                                                             | 9113     |
| 27  | Женско становништво од 8 до 14 година                                                            | 8769     |
| 28  | Становништво од 12 до 14 година                                                                  | 7244     |
| 29  | Мушко становништво од 12 до 14 година                                                            | 3620     |
| 30  | Женско становништво од 12 до 14 година                                                           | 3624     |
| 31  | Становништво од 15 до 17 година                                                                  | 7777     |
| 32  | Мушко становништво од 15 до 17 година                                                            | 3914     |
| 33  | Женско становништво од 15 до 17 година                                                           | 3863     |
| 34  | Становништво од 18 до 24 године                                                                  | 16850    |
| 35  | Мушко становништво од 18 до 24 године                                                            | 8255     |
| 36  | Женско становништво од 18 до 24 године                                                           | 8595     |
| 37  | Женско становништво од 15 до 49 година                                                           | 38970    |
| 38  | Становништво са 60 и више година                                                                 | 6835     |
| 39  | Мушко становништво са 60 и више година                                                           | 3155     |
| 40  | Женско становништво са 60 и више година                                                          | 3680     |
| 41  | Однос између мушкараца и жена                                                                    | 95.55    |
| 42  | Становништво од нуле до 14 година                                                                | 38575    |
| 43  | Становништво од 15 до 64 године                                                                  | 87889    |
| 44  | Становништво од 65 година и више                                                                 | 4271     |
| 45  | Просечан број деце                                                                               | 2.03     |
| 46  | Становништво рођено у ентитету                                                                   | 81135    |
| 47  | Мушко становништво рођено у ентитету                                                             | 39992    |
| 48  | Женско становништво рођено у ентитету                                                            | 41143    |
| 49  | Становништво рођено у другом ентитету                                                            | 48773    |
| 50  | Мушко становништво рођено у другом ентитету                                                      | 23480    |
| 51  | Женско становништво рођено у другом ентитету                                                     | 25293    |
| 52  | Становништво од 5 година и више резидентно у ентитету у јуну 2005. године                        | 111040   |
| 53  | Мушко становништво старосног доба од 5 година и више, резидентно у ентитету у јуну 2005. године  | 53969    |
| 54  | Женско становништво старосног доба од 5 и више година, резидентно у ентитету у јуну 2005. године | 57071    |
| 55  | Становништво од 5 година и више које је живело у другом ентитету у јуну 2005. године             | 5615     |
| 56  | Мушко становништво старије од 5 година које је живело у другом ентитету у јуну 2005. године      | 2766     |
| 57  | Женско становништво старије од 5 година које је живело у другом ентитету у јуну 2005. године     | 2849     |
| 58  | Становништво од 3 године и више које говори аутохтони језик                                      | 1460     |
| 59  | Мушко становништво старо 3 године и више које говори аутохтони језик                             | 741      |
| 60  | Женско становништво старо 3 године и више које говори аутохтони језик                            | 719      |
| 61  | Становништво од 3 године и више које говори аутохтони језик и не говори шпански језик            | 6        |
| 62  | Мушко становништво старо 3 године и више које говори аутохтони језик и не говори шпански         | 1        |
| 63  | Женско становништво старо 3 године и више које говори аутохтони језик и не говори шпански језик  | 5        |
| 64  | Становништво старо 3 године и више које говори аутохтони језик и шпански                         | 981      |
| 65  | Мушко становништво старо 3 године и више које говори аутохтони језик и шпански                   | 500      |
| 66  | Женско становништво старо 3 године и више које говори аутохтони језик и шпански                  | 481      |
| 67  | Становништво од 5 година и више које говори аутохтони језик                                      | 1449     |
| 68  | Становништво од 5 година и више које говори аутохтони језик и не говори шпански језик            | 6        |
| 69  | Становништво од 5 година и више које говори аутохтони језик и говори шпански језик               | 980      |
| 70  | Становништво у домородачким домаћинствима                                                        | 3682     |
| 71  | Становништво са ограничењима у активностима                                                      | 3763     |
| 72  | Становништво са ограниченим ходањем или кретањем, горе или доле                                  | 1874     |
| 73  | Становници са ограничењима вида, чак и уз кориштење сочива                                       | 1187     |
| 74  | Становништво са ограничењима говора, комуникације или конверзације                               | 367      |
| 75  | Становништво са ограниченим слухом                                                               | 387      |
| 76  | Становништво са ограничењима при одевању, купању или јелу                                        | 183      |
| 77  | Становништво са ограничењима у опажању или учењу једноставних ствари                             | 186      |
| 78  | Становништво са менталним ограничењима                                                           | 373      |
| 79  | Становништво без ограничења активности                                                           | 126219   |
| 80  | Становништво од 3 до 5 година које не похађа школу                                               | 3709     |
| 81  | Мушко становништво од 3 до 5 година које не похађа школу                                         | 1912     |
| 82  | Женско становништво од 3 до 5 година које не похађа школу                                        | 1797     |
| 83  | Становништво од 6 до 11 година које не похађа школу                                              | 391      |
| 84  | Мушко становништво од 6 до 11 година које не похађа школу                                        | 201      |
| 85  | Женско становништво од 6 до 11 година које не похађа школу                                       | 190      |
| 86  | Становништво од 12 до 14 година које не похађа школу                                             | 426      |
| 87  | Мушко становништво од 12 до 14 година које не похађа школу                                       | 234      |
| 88  | Женско становништво од 12 до 14 година које не похађа школу                                      | 192      |
| 89  | Становништво од 15 до 17 година похађа школу                                                     | 5805     |
| 90  | Мушко становништво од 15 до 17 година похађа школу                                               | 2871     |
| 91  | Женско становништво између 15 и 17 година живота у школи                                         | 2934     |
| 92  | Становништво од 18 до 24 године похађа школу                                                     | 5187     |
| 93  | Мушко становништво од 18 до 24 године похађа школу                                               | 2614     |
| 94  | Женско становништво од 18 до 24 године похађа школу                                              | 2573     |
| 95  | Становништво од 8 до 14 година које не може да чита и пише                                       | 204      |
| 96  | Мушко становништво старосног доба од 8 до 14 година које не може да чита и пише                  | 114      |
| 97  | Женско становништво старосног доби од 8 до 14 година које не може да чита и пише                 | 90       |
| 98  | Становништво од 15 година и више које је неписмено                                               | 2323     |
| 99  | Мушко становништво од 15 година и више које је неписмено                                         | 797      |
| 100 | Женско становништво од 15 година и више које је неписмено                                        | 1526     |
| 101 | Становништво старо 15 и више година без школовања                                                | 3355     |
| 102 | Мушко становништво старо 15 и више година без школовања                                          | 1249     |
| 103 | Женско становништво старо 15 и више година без школовања                                         | 2106     |
| 104 | Становништво старосног доба 15 и више година са непотпуним основним образовањем                  | 6057     |
| 105 | Мушко становништво старосног доба од 15 година и више са непотпуном основним образовањем         | 2600     |
| 106 | Женско становништво старосног доба 15 и више година са непотпуном основним образовањем           | 3457     |
| 107 | Становништво старо 15 и више година са комплетним основним образовањем                           | 12650    |
| 108 | Мушко становништво старо 15 година и више са комплетним основним образовањем                     | 5666     |
| 109 | Женско становништво старо 15 и више година са комплетним основним образовањем                    | 6984     |
| 110 | Становништво старосног доба 15 и више година са непотпуним средњим образовањем                   | 4391     |
| 111 | Мушко становништво старосног доба од 15 година и више са непотпуним средњим образовањем          | 2426     |
| 112 | Женско становништво старосног доба од 15 година и више са непотпуним средњим образовањем         | 1965     |
| 113 | Становништво старо 15 и више година са пуним секундарном образовањем                             | 23606    |
| 114 | Мушко становништво старосног доба од 15 година и више са пуним секундарном образовањем           | 11939    |
| 115 | Женско становништво старосног доба од 15 година и више са пуним секундарном образовањем          | 11667    |
| 116 | Становништво старије од 18 година са постосновним образовањем                                    | 37949    |
| 117 | Мушко становништво старије од 18 година са постосновним образовањем                              | 18761    |
| 118 | Женско становништво старије од 18 година са постосновним образовањем                             | 19188    |
| 119 | Просечна оцена школовања                                                                         | 9.62     |
| 120 | Просечан ниво образовања мушке популације                                                        | 9.81     |
| 121 | Просечан ниво образовања женског становништва                                                    | 9.44     |
| 122 | Економски активно становништво                                                                   | 53735    |
| 123 | Економски активна мушка популација                                                               | 35847    |
| 124 | Економски активна женска популација                                                              | 17888    |
| 125 | Становништво које није економски активно                                                         | 45187    |
| 126 | Мушко становништво које није економски активно                                                   | 11926    |
| 127 | Женско становништво које није економски активно                                                  | 33261    |
| 128 | Запослено становништво                                                                           | 51002    |
| 129 | Запослено мушко становништво                                                                     | 33760    |
| 130 | Запослено женско становништво                                                                    | 17242    |
| 131 | Незапослена популација                                                                           | 2733     |
| 132 | Незапослена мушка популација                                                                     | 2087     |
| 133 | Незапослена женска популација                                                                    | 646      |
| 134 | Становништво без права на здравствене услуге                                                     | 58926    |
| 135 | Становништво које има право на здравствене услуге                                                | 71450    |
| 136 | Становништво које има право на ИМСС                                                              | 50788    |
| 137 | Становништво које има право на социјално осигурање                                               | 5983     |
| 138 | Становништво које има право на државно социјално осигурање                                       | 2030     |
| 139 | Становништво које има право на опште осигурање или здравствено осигурање за нову генерацију      | 7913     |
| 140 | Становништво које је било једном или није било у браку током 12 година и више                    | 33294    |
| 141 | Венчано или уједињено становништво од 12 година и више                                           | 57536    |
| 142 | Становништво које је било у браку или уједињено 12 година и више                                 | 8194     |
| 143 | Становништво са католичком религијом                                                             | 111047   |
| 144 | Протестанти, еванђелисти и библијски следбеници различити од еванђелиста                         | 8668     |
| 145 | Становништво са другим религијама различитим од претходних                                       | 209      |
| 146 | Становништво без религије                                                                        | 3763     |
| 147 | Укупно пописаних домаћинства                                                                     | 32829    |
| 148 | Пописна домаћинства на челу са мушкарцима                                                        | 25929    |
| 149 | Пописна домаћинства на челу са женама                                                            | 6900     |
| 150 | Становништво у пописним домаћинствима                                                            | 130783   |
| 151 | Становништво у пописним домаћинствима на челу са мушкарцима                                      | 106466   |
| 152 | Становништво у пописним домаћинствима на челу са женама                                          | 24317    |
| 153 | Укупно домаћинстава                                                                              | 42153    |
| 154 | Укупно насељених домаћинстава                                                                    | 33090    |
| 155 | Укупно приватних кућа                                                                            | 41892    |
| 156 | Насељени приватни домови                                                                         | 32829    |
| 157 | Укупно насељених приватних кућа                                                                  | 33089    |
| 158 | Ненасељене приватне куће                                                                         | 6630     |
| 159 | Појединачна домаћинства за привремену употребу                                                   | 2433     |
| 160 | Становници у насељеним приватним кућама                                                          | 130783   |
| 161 | Насељеност станара у приватним становима                                                         | 3.98     |
| 162 | Просечно становника по соби у приватним насељеним домаћинствима                                  | 1.05     |
| 163 | Појединачна домаћинства са подовима од различитих материјала од земље                            | 31392    |
| 164 | Појединачна домаћинства у приземљу                                                               | 777      |
| 165 | Појединачна домаћинства са једном спаваћом собом                                                 | 8991     |
| 166 | Појединачна домаћинства са две спаваће собе и више                                               | 23628    |
| 167 | Појединачна домаћинства са једним собом                                                          | 1926     |
| 168 | Појединачна домаћинства са две собе                                                              | 4158     |
| 169 | Појединачна домаћинства са 3 собе и више                                                         | 26457    |
| 170 | Појединачна домаћинства која имају електрично светло                                             | 32596    |
| 171 | Појединачна домаћинства која немају електрично светло                                            | 56       |
| 172 | Појединачна домаћинства која имају водоводну воду у стамбеном простору                           | 31671    |
| 173 | Појединачна домаћинства која немају водоводну воду у стамбеном простору                          | 857      |
| 174 | Појединачна домаћинства која имају тоалет                                                        | 32423    |
| 175 | Појединачна домаћинства која имају канализацију                                                  | 32401    |
| 176 | Појединачна домаћинства која немају канализацију                                                 | 103      |
| 177 | Појединачна домаћинства која имају електрично светло, довод воде из јавне мреже и канализацију   | 31466    |
| 178 | Појединачна домаћинства без икаквих услова                                                       | 169      |
| 179 | Појединачна домаћинства која имају радио                                                         | 28695    |
| 180 | Појединачна домаћинства која имају телевизор                                                     | 32065    |
| 181 | Појединачна домаћинства која имају фрижидер                                                      | 28589    |
| 182 | Појединачна домаћинства која имају машину за веш                                                 | 24827    |
| 183 | Појединачна домаћинства која имају аутомобил или комби                                           | 14731    |
| 184 | Појединачна домаћинства која имају рачунар                                                       | 12259    |
| 185 | Појединачна домаћинства која имају фиксну телефонску линију                                      | 18258    |
| 186 | Појединачна домаћинства која имају мобилни телефон                                               | 24112    |
| 187 | Појединачна домаћинства која имају приступ интернету                                             | 8346     |